# Jane Jenkins
Pour les articles homonymes, voir Jenkins.
Jane Jenkins (née le 5 juin 1943) est une directrice de casting américaine.
Elle est surtout connue pour son travail sur les longs métrages Jurassic Park, Harry Potter à l'école des sorciers, Des hommes d'honneur, Apollo 13, Princess Bride, Ghost et Maman, j'ai raté l'avion !. Elle a dirigé des castings pour plus de 190 projets de cinéma et de télévision, dont la plupart avec sa partenaire de casting de longue date, Janet Hirshenson.

## Biographie
Le premier projet de Jane Jenkins en tant que directrice de casting était pour On the Nickel, un long métrage indépendant de 1980 écrit et réalisé par Ralph Waite, son compagnon de l'époque,,.
Le travail de Jenkins et d'Hirshenson a joué un rôle déterminant dans le lancement des carrières de River Phoenix, Joaquin Phoenix, Robin Wright, Michael Keaton, Emma Watson, Daniel Radcliffe, Rupert Grint,, John Cusack, Leonardo DiCaprio, Matt Damon, Winona Ryder, Jennifer Connelly, Brendan Fraser, Virginia Madsen, Meg Ryan, Benicio del Toro, Jennifer Grey, Lea Thompson, Charlie Sheen, Tom Cruise, Ralph Macchio, Rob Lowe et Emilio Estevez.
Le dernier projet commun de Jenkins et Hirshenson était en 2017 pour le film de Rob Reiner Shock and Awe.
Quatorze longs métrages ayant comme directrices de casting Jenkins et Hirshenson ont été nommés aux Oscars dans les catégories Meilleur acteur et Meilleure actrice, avec trois acteurs ayant remporté le prix.